# Listă de muzee din România
Aceasta este o listă de muzee din România.

## București
- Muzeul Național al Aviației Române
- Muzeul George Severeanu
- Muzeul Național de Artă al României
- Muzeul Geologic Național
- Muzeul Național de Istorie a României
- Muzeul Național de Istorie Naturală „Grigore Antipa”
- Muzeul Satului din București
- Muzeul Gheorghe Tattarescu
- Muzeul Theodor Aman
- Muzeul Țăranului Român
- Muzeul Zambaccian
- Muzeul Național Tehnic „Prof. ing. Dimitrie Leonida”
- Muzeul Național de Antichități (Casa Macca)[1]
- Muzeul Național Henri Coandă[2]
- Muzeul Parfumului din România
- Muzeul Căilor Ferate
- Expoziția muzeală STB - a transportului de călători din București[3]
- Muzeul „Theodor Pallady”
- Muzeul de Artă Populară „Prof. Dr. Nicolae Minovici”
- Muzeul de Artă Veche Apuseană „Ing. Dumitru Minovici”
- Muzeul „Foișorul de Foc”(Muzeul Național al Pompierilor)
- Muzeul Universității București
- Muzeul Universității "POLITEHNICA" din București
- Muzeul Copiilor
- Casa Experimentelor
- Muzeul Kitschului
- Muzeul de Artă Recentă

## Județul Alba
- Muzeul Național al Unirii din Alba Iulia (MNU)
- Muzeul de Artă Religioasă Reîntregirea din Alba Iulia [4]
- Muzeul Aurului din Brad
- Muzeul de Științe Naturale din Aiud, înființat în 1796 [5]
- Muzeul din Bistra [6]

## Județul Arad
- Complexul Muzeal Arad
- Muzeul de cofetărie "Ioan Gui"

## Județul Argeș
- Casa Memorială Liviu Rebreanu [7]
- Muzeul Județean Argeș[8]
- Muzeul Etnografic din Mioveni [9]
- Muzeul Municipal Câmpulung
- Muzeul Municipal Curtea de Argeș
- Galeria Națională de Artă Naivă
- Castrul roman Jidava
- Mausoleul de la Mateiaș[10]

## Județul Bacău
- Complexul Muzeal de Științele Naturii Ion Borcea din Bacău
- Complexul Muzeal Iulian Antonescu din Bacău
- Galeriile de Artă Ceramică „Anton Ciobanu”
- Muzeul „Casa Zamfirei” [11]

## Județul Bihor
- Muzeul Țării Crișurilor, Oradea
- Muzeul Militar, Oradea
- Muzeul Memorial Aurel Lazăr, Oradea
- Muzeul Memorial Ady Endre, Oradea

## Județul Bistrița-Năsăud
- Casa Memorială George Coșbuc din comuna George Coșbuc
- Muzeul Memorial „Liviu Rebreanu” din Liviu Rebreanu, Bistrița-Năsăud
- Muzeul Memorial Teodor Tanco din comuna Monor
- Muzeul de Artă Comparată Sângeorz-Băi [12]
- Muzeul Cuibul Visurilor din Maieru
- Muzeul Grăniceresc Năsăudean din Năsăud
- Muzeul Mineritului din Rodna

## Județul Botoșani
- Muzeul Județean Botoșani
- Casa memorială Mihai Eminescu de la Ipotești
- Colecția muzeală  ,,Ioan Siminicianu”, satul Corni, comuna Corni

## Județul Brașov
- Castelul Bran
- Muzeul de Artă Brașov
- Muzeul „Casa Mureșenilor” din Brașov
- Muzeul Județean de Istorie din Brașov
- Muzeul „Prima scoală românească”
- Muzeul de Etnografie din Brașov
- Muzeul Civilizației Urbane Brașov
- Bastionul Graft din Brașov
- Bastionul Țesătorilor din Brașov
- Muzeul Țării Făgărașului „Valer Literat”, din Cetatea Făgărașului
- Muzeul Satului Brănean[13]
- Muzeul de Etnografie Hărman[14][15][16]
- Muzeul Vămii Medievale din Bran

## Județul Brăila
- Muzeul Brăilei
- Casa Memorială „Panait Istrati”
- Casa Memorială „D. P. Perpessicius”
- Casa Memorială "Fănuș Neagu"[17], comuna Grădiștea, județul Brăila

## Județul Buzău
- Muzeul Județean Buzău;
- Muzeul Chihlimbarului din satul Colți, județul Buzău

## Județul Caraș-Severin
- Muzeul Banatului Montan
- Muzeul județean de etnografie și al regimentului de graniță
- Muzeul Locomotivelor cu Abur din Reșița
- Muzeul de Mineralogie estetică a fierului din Ocna de Fier, aflat în casa mineralogului Constantin Gruescu [18][19]
- Muzeul Cineastului Amator

## Județul Călărași
- Muzeul Dunării de Jos [20]
- Muzeul Civilizației Gumelnița din Oltenița [21][22][23][24]

## Județul Cluj
- Muzeul Național de Istorie a Transilvaniei
- Muzeul Etnografic al Transilvaniei
- Palatul Bánffy (Muzeul Național de Artă)
- Muzeul Ardelean
- Muzeul "Emil Isac" din Cluj-Napoca
- Muzeul Apei din Cluj-Napoca
- Muzeul de Istorie din Turda
- Muzeul Octavian Goga din Ciucea

muzee particulare
- Muzeul aparaturii de comunicații din Sânpaul [25]

## Județul Constanța
- Muzeul Arheologic Adamclisi
- Muzeul de Istorie Națională și Arheologie
- Muzeul de Artă din Constanța[26]
- Complexul Muzeal de știinte ale Naturii din Constanța [27]
- Muzeul Carsium din Hârșova, inaugurat în 1904 de regele Carol I, apoi redeschis în 1926 de regele Ferdinand [28]

muzee particulare
- Muzeul Dinu și Sevasta Vintilă din Topalu[29]

## Județul Covasna
- Casa memorială „Romulus Cioflec” din Araci
- Muzeul Depresiunii Baraolt din Baraolt
- Colecția de Artă Plastică Cașinu Mic din Cașinu Mic
- Muzeul Etnografic „Haszmann Pál” din Cernat
- Casa Memorială „Gyárfás Jenó” din Sfântu Gheorghe
- Muzeul Național al Carpaților Răsăriteni din Sfântu Gheorghe [30]
- Muzeul Național Secuiesc din Sfântu Gheorghe
- Muzeul Breslelor din Târgu Secuiesc
- Muzeul Etnografic Ceangăiesc din Zăbala
- Muzeul Spiritualității Românești de la Catedrala Ortodoxă din Sfântu Gheorghe (înființat in 1993) [31]
- Muzeul Carpaților Răsăriteni din Sfântu Gheorghe, cu secție în Miercurea Ciuc [31]

## Județul Dâmbovița
- Complexul Muzeal Curtea Domnească [32]
- Muzeul de Artă
- Casa Memorială Gheorghe Petrașcu
- Muzeul Tiparului și al Cărții Vechi Românești, Târgoviște [33]
- Muzeul Scriitorilor
- Muzeul Poliției
- Casa Memorială Ion Luca Caragiale
- Muzeul Scriitorilor Dâmbovițeni [34]
- Muzeul eclezial din Fieni [35]
- Casa Memorială „Alexandru Ciorănescu” din comuna Moroeni

Vezi și: http://www.muzee-dambovitene.ro/ro/muzeu_istorie.php Arhivat în 2 ianuarie 2012, la Wayback Machine.

## Județul Dolj
- Muzeul de Artă din Craiova
- Muzeul Olteniei
- Muzeul de Istoria Medicinei și Farmaciei „Victor Gomoiu” din Craiova
- Muzeul Sătesc din Celaru
- Muzeul Teatrului Național „Marin Sorescu”
- Casa Memorială „Amza Pellea” din Băilești
- Casa Memorială „Elena Farago” din Craiova
- Casa Memorială „Marin Sorescu” din Bulzești
- Muzeul Câmpia Băileștiului din Băilești
- Muzeul Henri Coandă din Perișor
- Muzeul Satului - Pielești
- „Odaia bunicii” - Centrul folcloric Grădinița, Galicea Mare
- Punct muzeal Giurgița
- Casa Memorială Traian Demetrescu din Craiova
- Muzeul „Vetre Strămoșești” din Celaru [36]
- Muzeul de Artă Calafat - Palatul Marincu [37]
- Muzeul Nisipului din Dăbuleni[38][39]

## Județul Galați
- Muzeul Spiritualității și Creștinătății la Dunărea de Jos[40]
- Muzeul de Artă Vizuală din Galați
- Muzeul din Tecuci[41]
- Casa „Cuza Vodă” din Galați
- Muzeul de Istorie „Paul Păltănea” Galați[42]
- Complexul Muzeal de Științele Naturii "Rasvan Anghelescu" Galați
- Casa Colecțiilor
- Muzeul Filateliei și Numismaticii
- Muzeul Uzina de Apă

## Județul Giurgiu
- Muzeul Județean „Teohari Antonescu” din Giurgiu[43]
- Muzeul Dacia din Frătești[44]
- Muzeul Episcopiei Giurgiului [45]
- Muzeul de artă și tehnică populară din Vânătorii Mici [46]

## Județul Gorj
- Muzeul Județean Gorj „Alexandru Ștefulescu” din Târgu Jiu[47]
- Muzeul Tezaurului de la Tismana [48][49]

muzee particulare
- Muzeul Crucilor din satul Măceșu [50][51]

## Județul Harghita
- Muzeului Secuiesc al Ciucului din Castelul Mikó din Miercurea Ciuc
- Muzeul Oltului și al Mureșului Superior din Miercurea Ciuc
- Muzeul Apelor Minerale din Tușnad [52]
- Muzeul Orășenesc „Molnár István” din Cristuru Secuiesc
- Colecția muzeală a Mănăstirii "Sf. Ilie" de la Toplița
- Muzeul de Etnografie Toplița
- Muzeul pălăriilor de paie din Crișeni, înființat de către Szocs Lajos [53]
- Colecția muzeală sătească Corund din Corund
- Colecția muzeală sătească Praid din Praid
- Casa Memorială „Nagy Imre” din Jigodin Băi
- Casă etnografică ceangăiască Păltiniș-Ciuc din Păltiniș-Ciuc

## Județul Hunedoara
- Castelul Corvinilor, din Hunedoara
- Muzeul Civilizației Dacice și Romane, din Deva
- Muzeul de Arheologie Sarmizegetusa
- Muzeul de Etnografie și Artă Populară, din Orăștie
- Muzeul de Etnografie și Artă Populară Zărăndeană, din Brad
- Muzeul Memorial „Aurel Vlaicu”, din satul Aurel Vlaicu
- Muzeul Aurului din Brad
- Muzeul Pădurenilor, din Poienița Voinii organizat în casa regretatului cântăreț de muzică populară Drăgan Muntean
- Muzeul Textilelor, din Băița[54][55]
- Casa natală Crișan, din Crișan

## Județul Iași
- Complexul Muzeal Național „Moldova”, Iași, care cuprinde patru mari muzee precum și alte muzee din componența acestora:
  - Muzeul de Istorie a Moldovei
    - Muzeul Unirii din Iași
    - Muzeul Memorial „Mihail Kogălniceanu”
    - Muzeul „Alexandru Ioan Cuza”, sat Ruginoasa, comuna Ruginoasa
    - Muzeul Sitului Arheologic Cucuteni, sat Cucuteni, șoseaua Iași-Pașcani, comuna Cucuteni

  - Muzeul Etnografic al Moldovei
    - Muzeul Viei și Vinului, Hârlău

  - Muzeul de Artă
  - Muzeul Științei și Tehnicii „Ștefan Procopiu”[56]
    - Muzeul Memorial „Poni - Cernătescu”
- Muzeul Național al Literaturii Române, Iași, care are numeroase obiective în subordine:
  - Bojdeuca lui Ion Creangă
  - Casa Dosoftei
  - Casa Memorială „Mihai Codreanu” (Vila Sonet)
  - Casa Vasile Pogor
  - Casa Memorială „Otilia Cazimir”
  - Muzeul Teatrului
  - Casa Mihail Sadoveanu
  - Casa George Topârceanu
  - Muzeul „Mihai Eminescu”
  - Casa Nicolae Gane
  - Casa Muzeelor
    - Muzeul Literaturii Române
    - Muzeul Poezie(i)
    - Muzeul Teatrului Evreiesc în România
    - Muzeul Pogromului de la Iași
    - Muzeul Copilăriei în Comunism

  - Casa Memorială "Vasile Alecsandri" , sat Mircești, comuna Mircesti
  - Casa Memorială "Costache Negruzzi", sat Hermeziu, comuna Trifesti
  - Casa memorială „Dimitrie Anghel”, sat Cornești, Miroslava
  - Punctul muzeal „Garabet Ibrăileanu”, Târgu Frumos
  - Punctul muzeal „Ionel Teodoreanu”, Golăiești
- Muzeul de Istorie Naturală, Iași
- Muzeul Municipal, Iași
- Muzeul Universității „Al. I. Cuza”, Iași
- Muzeul de soluri de la USAMV Iași [57]
- Muzeul Mitropolitan din Iași
- Curtea Domnească Cotnari, sat Cotnari, comuna Cotnari
- Rezervația arheologică, sat Cotnari

## Județul Ialomița
- Muzeul Național al Agriculturii din Slobozia
- Muzeul Județean de Istorie Ialomița

## Județul Ilfov
- Colecția muzeală a Mănăstirii Ortodoxe Cernica, Cernica [58] accesat la 11 decembrie 2018
- Colecția muzeală a Mănăstirii Ortodoxe Țigănești, Țigănești [59] accesat la 11 decembrie 2018
- Colecția muzeală a Mănăstirii Ortodoxe Căldărușani, Căldărușani [60] accesat la 11 decembrie 2018
- Centrul Cultural "Palatele Brâncovenești", [61] accesat la 11 decembrie 2018
- Colecția muzeală a Mănăstirii Ortodoxe Pasărea, Pasărea [62] accesat la 11 decembrie 2018
- Colecția Palatului Scroviștea, Ciolpani [63] accesat la 11 decembrie 2018
- Colecția Publică "ISTORIE-LOCALĂ”-Zona Snagov/Codrii Vlăsiei, Snagov [64] accesat la 11 decembrie 2018 [65] accesat la 11 decembrie 2018

## Județul Maramureș
- Muzeul Județean de Artă «Centrul Artistic Baia Mare» din Baia Mare [66][67]
- Muzeul satului din Baia Mare [68]
- Muzeul Țărăncii Române din Dragomirești [69][70]
- Ansamblul Muzeal și Monumental "Dr. Vasile Lucaciu" din Șișești

## Județul Mureș
- Muzeul Județean Mureș[71]
- Muzeul de Etnografie și Arta Populară din Târgu Mureș
- Muzeul de Științele Naturii din Târgu Mureș
- Muzeul Bolyai
- Muzeul Municipal Târnăveni
- Muzeul de Istorie din Sighișoara
- Casa Memorială "N. D. Cocea" din Sighișoara
- Muzeul Sașilor din Reghin
- Muzeul Etnografic din Reghin
- Casa Memorială "Petőfi Sándor" din Albești

## Județul Neamț
- Muzeul de Istorie și Arheologie Piatra Neamț
- Muzeul de Artă din Piatra-Neamț
- Muzeul de Etnografie din Piatra-Neamț
- Muzeul de Științe Naturale din Piatra-Neamț
- Muzeul Memorial „Calistrat Hogaș” din Piatra Neamț
- Muzeul de Artă Eneolitică Cucuteni din Piatra Neamț[72]
- Muzeul de Istorie din Roman din Roman
- Muzeul de Artă din Roman
- Muzeul de Științe Naturale din Roman
- Casa memorială Alexandru Vlahuță din Agapia
- Casa Memorială „Mihail Sadoveanu”
- Muzeul Parohial Pipirig din Pipirig[73]
- Expoziția etnografică particulară Chintinici din Chintinici [74]
- Muzeul Popa din Târpești, comuna Petricani, realizat de Nicolae Popa. Muzeul adapostește peste 3.000 de obiecte din cele mai variate, de la sculpturile în piatră și lemn realizate de gazdă, colecție de numismatică, de etnografie locală, până la podoabe neolitice și piese cu valoare arheologică.[75][76]
- Muzeul Colectivizării din România, din sat Tămășeni, lângă Roman

## Județul Olt
- Muzeul Județean Olt [77]
- Muzeul Romanațiului din Caracal
- Muzeul de Etnografie și Istorie Urbană "Ion Hagiescu Miriște" din Caracal
- Casa Memorială "Iancu Jianu" din Caracal
- Casa Memorială "Radu Șerban" din Caracal
- Muzeul de Arheologie și Etnografie din Corabia
- Muzeul Câmpiei Boianului - "Traian Zorzoliu" din Drăgănești-Olt

### Muzee private:
- Muzeul de artă populară din Chilia fondat în 1979 de Nicolae M. Nica [78]

## Județul Prahova
- Muzeul Cinegetic al Carpaților de la Posada [79]
- Muzeul Memorial Cezar Petrescu din Bușteni
- Muzeul Casă de Târgoveț din secolele XVIII-lea al XIX-lea din Ploiești
- Muzeul Național Peleș din Sinaia
- Muzeul Județean al Științelor Naturii Prahova [80]
- Muzeul Memorial Constantin și Ion Stere din Bucov
- Muzeul Natura Văii Teleajenului din Vălenii de Munte
- Muzeul Ceasului din Ploiești[80]
- Muzeul Casa Domnească din Brebu
- Muzeul Național al Petrolului din Ploiești
- Muzeul Crama 1777 din Valea Călugărească
- Muzeul Memorial Paul Constantinescu din Ploiești
- Muzeul de Științele Naturii din Sinaia [81]
- Conacul Bellu din Urlați
- Muzeul Sării din Slănic Prahova [82]
- Muzeul de Artă Religioasă Nicolae Iorga din Vălenii de munte [83]
- Muzeul Memorial Nichita Stănescu din Ploiești
- Muzeul Pietrei din Sângeru
- Muzeul Ion Luca Caragiale din Ploiești
- Casa Memorială „George Enescu” din Sinaia
- Castelul Cantacuzino din Bușteni
- Expoziția de trenulețe din Sinaia  Arhivat în 17 decembrie 2014, la Wayback Machine.

## Județul Satu Mare
- Muzeul județean Satu Mare
- Atelierul Memorial „Paul Erdös” din Satu Mare
- Casa memorială „Ady Endre” din comuna Căuaș [84]
- Muzeul ceramicii-Vama [85]
- Casa Memorială „Aloisie Tăutu”, amplasat în Valea Vinului nr. 303

## Județul Sălaj
- Casa Memorială „Iuliu Maniu” din Bădăcin
- Muzeul Holocaustului din Șimleu Silvaniei
- Muzeul Județean de Istorie și Artă Zalău
- Muzeul din Cizer

muzee private
- Casa-muzeu Radio-Nostalgia Brusturi[86]
- Muzeul de Artă Populară „Ligia Bodea” din Iaz[87]
- Muzeul icoanelor din Borza[88]

## Județul Sibiu
- Muzeul Brukenthal
- Muzeul de Istorie din Sibiu[89]
- Muzeul de Istorie Naturală din Sibiu
- Muzeul „Astra” din Sibiu
  - Muzeul Civilizației Populare Tradiționale ASTRA
  - Muzeul Civilizației Transilvane „ASTRA” din Sibiu
  - Muzeul de etnografie universală "Franz Binder"
  - Muzeul de etnografie și artă populară săsească „Emil Sigerus”
- Muzeul Farmaciei din Sibiu[89]
- Muzeul Locomotivelor cu Aburi[89]
- Muzeul de Arme și Trofee de Vânătoare[89]
- Casa Artelor din Sibiu
- Colecția Muzeală a Armenilor din Transilvania din Dumbrăveni, jud. Sibiu
- Casa Memorială Dr. Gheorghe Telea din Nou Român[90]
- Muzeul Parohial din Săliște [91]

muzee private
- „Casa cu păpuși” din Sibiu, cu păpuși îmbrăcate în port tradițional românesc, săsesc, unguresc și țigănesc, realizat de Maria și Mircea Drăgan [92]

## Județul Suceava
- Muzeul Național al Bucovinei
- Muzeul Satului Bucovinean
- Muzeul de Istorie din Suceava
- Muzeul Etnografic „Hanul Domnesc” din Suceava
- Muzeul de Științele Naturii din Suceava
- Casa Memorială „Simion Florea Marian” din Suceava
- Planetariul din Suceava
- Muzeul de Artă „Ion Irimescu” din Fălticeni
- Muzeul Apelor „Mihai Băcescu” din Fălticeni
- Galeria Oamenilor de Seamă din Fălticeni
- Casa Memorială „Mihail Sadoveanu” din Fălticeni
- Muzeul de Etnografie „Samuil și Eugenia Ioneț” din Rădăuți
- Muzeul „Arta Lemnului” din Câmpulung Moldovenesc
- Muzeul Lingurilor de Lemn „Ioan Țugui” din Câmpulung Moldovenesc [93][94][95][96][97][98][99][100]
- Muzeul Etnografic „Ioan Grămadă” din Câmpulung Moldovenesc
- Muzeul de Științele Naturii și Cinegetică din Vatra Dornei
- Muzeul de Etnografie din Vatra Dornei [101]
- Muzeul de Istorie din Siret
- Casa și Muzeul Memorial „Ciprian Porumbescu” din Stupca
- Casa Memorială „Nicolae Labiș” din Mălini
- Casa Memorială „Eusebiu Camilar” din Udești
- Casa Memorială „Ion Nistor” din Bivolărie (Vicovu de Sus)
- Casa-Muzeu Solca (Casa „Saveta Coturbaș” din Solca)
- Casa-Muzeu Bilca (Casa „George Muntean” din Bilca)
- Muzeul Ouălor Încondeiate „Lucia Condrea” din Moldovița [102][103]
- Muzeul Satului din Moldovița [102]
- Muzeul Național al Ouălor Încondeiate din Ciocănești [104]

## Județul Timiș
- Muzeul de Artă Timișoara
- Muzeul Banatului
- Muzeul Satului Bănățean
- Muzeul Militar din Timișoara
- Muzeul de Istorie din Recaș[105]
- Expoziția Memorială „Béla Bártok”
- Expoziția Memorială „Ștefan Jäger”
- Expoziția Memorială „Traian Vuia”
- Galeria Calina
- Muzeul presei "Petre Stoica" din orasul Jimbolia
- Muzeul „Florian” al pompierilor Jimbolia
- Muzeul „Nicholaus Lenau” din comuna Lenauheim[106]
- Muzeul Consumatorului Comunist din Timișoara
- Muzeul orașului Deta[107].
- Muzeul de Istorie, Etnografie și Artă Plastică Lugoj

## Județul Tulcea
- Muzeul de Artă Orientală, Babadag
- Casa Memorială „Panait Cerna”, Cerna
- Muzeul Satului Nord Dobrogean de la Enisala, Enisala
- Colecția muzeală a Mănăstirii Ortodoxe „Cocoș”
- Monumentul paleocreștin, Niculițel
- Colecția muzeală a Mănăstirii Ortodoxe Çelik-Dere
- Muzeul „Farul Sulinei” [108]
- Centrul Ecoturistic „Delta Dunării”, Tulcea
- Institutul de Cercetări Eco-Muzeale, Tulcea
- Muzeul de Artă, Tulcea
- Muzeul de Etnografie și Artă Populară, Tulcea
- Muzeul de Istorie și Arheologie, Tulcea

## Județul Vaslui
- Muzeul Ștefan cel Mare din Vaslui
- Muzeul „Vasile Pârvan” din Bârlad
- Muzeul Municipal din Huși
- Muzeul „Casa Amintirilor” din Arsura

## Județul Vâlcea
- Muzeul Satului Vâlcean, Bujoreni
- Muzeul Trovanților
- Complexul Muzeal Măldărești din Comuna Măldărești
- Casa Memoriala Anton Pann din Rm. Valcea
- Muzeul de Istorie a Judetului Valcea
- Muzeul de Arta Casa Simian din Rm. Valcea
- Muzeul Viei si Vinului, Dragasani
- Muzeul Memorial „Nicolae Bălcescu” din comuna Nicolae Bălcescu

## Judetul Teleorman
- Muzeul Judetean Teleorman

- Conacul Noica din Ștorobăneasa (sec. XIX)
- Cetatea medievală Turnu (1394-1829)
- Cula lui Costea din Frăsinet (sec. XVIII)